# بنکس (قلمرو پایتختی استرالیا)
بنکس (به انگلیسی: Banks) یک حومه شهر در استرالیا است که در قلمرو پایتختی استرالیا واقع شده‌است.